# 제4대 데번셔 공작 윌리엄 캐번디시
제4대 데번셔 공작 윌리엄 캐번디시(영어: William Cavendish, 4th Duke of Devonshire, 1720년 5월 8일 ~ 1764년 10월 2일)는 영국의 총리를 지낸 휘그당 소속의 정치인이었다.
1720년 캐번디시가의 제3대 데번셔 공작 윌리엄 캐번디시의 장남으로 태어나 이후 작위를 계승했다. 1741년 총선에서 더비셔 지역의 국회의원으로 선출되어 정계에 입문하였으며, 휘그당의 일원으로서 로버트 월폴 총리와 헨리 펠럼 총리의 지지자였다.
1756년 10월 총리이던 뉴캐슬 공작의 1차 내각이 7년 전쟁의 전황이 영국에게 불리하게 된 것에 책임을 지고 사퇴하자 조지 2세의 청에 따라 데번셔 공작이 내각을 구성하게 되어 총리에 취임하였는데, 이 정부는 사실상 제1대 채텀 백작 윌리엄 피트(대피트)에 의해 주도되었다. 그러나 그는 조지 2세와의 대립 및 존 빙 제독의 실책 등으로 인해 곧 경질되었고, 이후 뉴캐슬 공작을 다시 정부에 포함시켜 마찬가지로 피트가 주도하는 2차 뉴캐슬 내각이 성립하여 영국을 승전으로 이끌게 된다. 이 내각에서 데번셔 공작은 궁내장관으로 있었으며 건강의 악화로 사퇴하였다가 1764년 사망했다.